# Stachelspitzige Teichbinse
Die Stachelspitzige Teichbinse oder Stachelspitzige Teichsimse (Schoenoplectiella mucronata) ist eine Pflanzenart aus der Gattung Schoenoplectiella innerhalb der Familie der Sauergrasgewächse (Cyperaceae). Sie ist in der Alten Welt weitverbreitet.

## Beschreibung

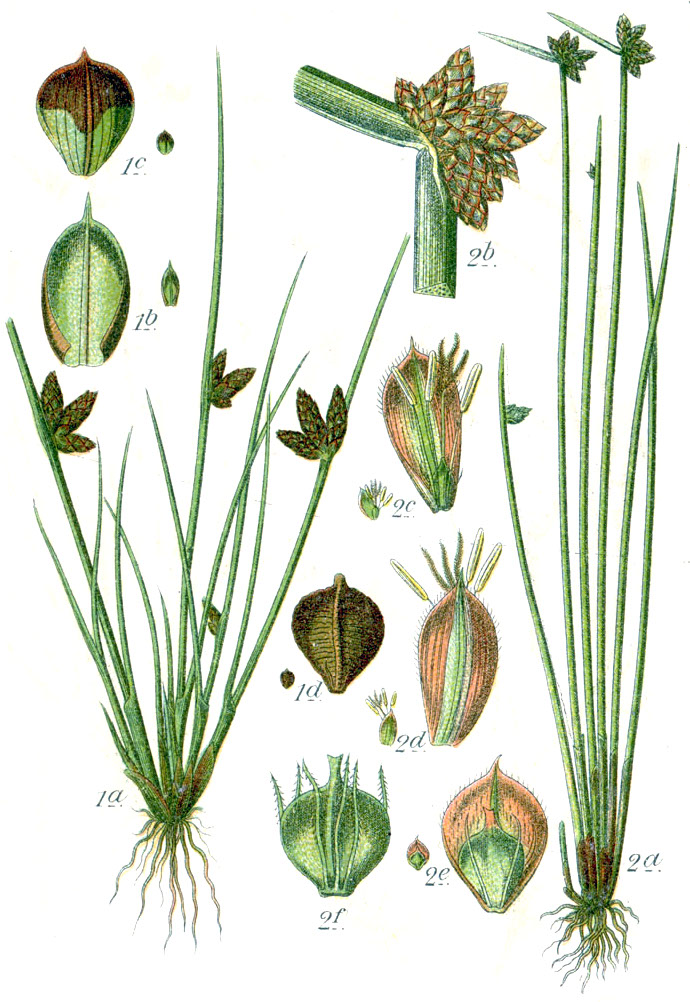
Stachelspitzige Teichbinse (Schoenoplectiella mucronata), in der Illustration rechts (2a-f)

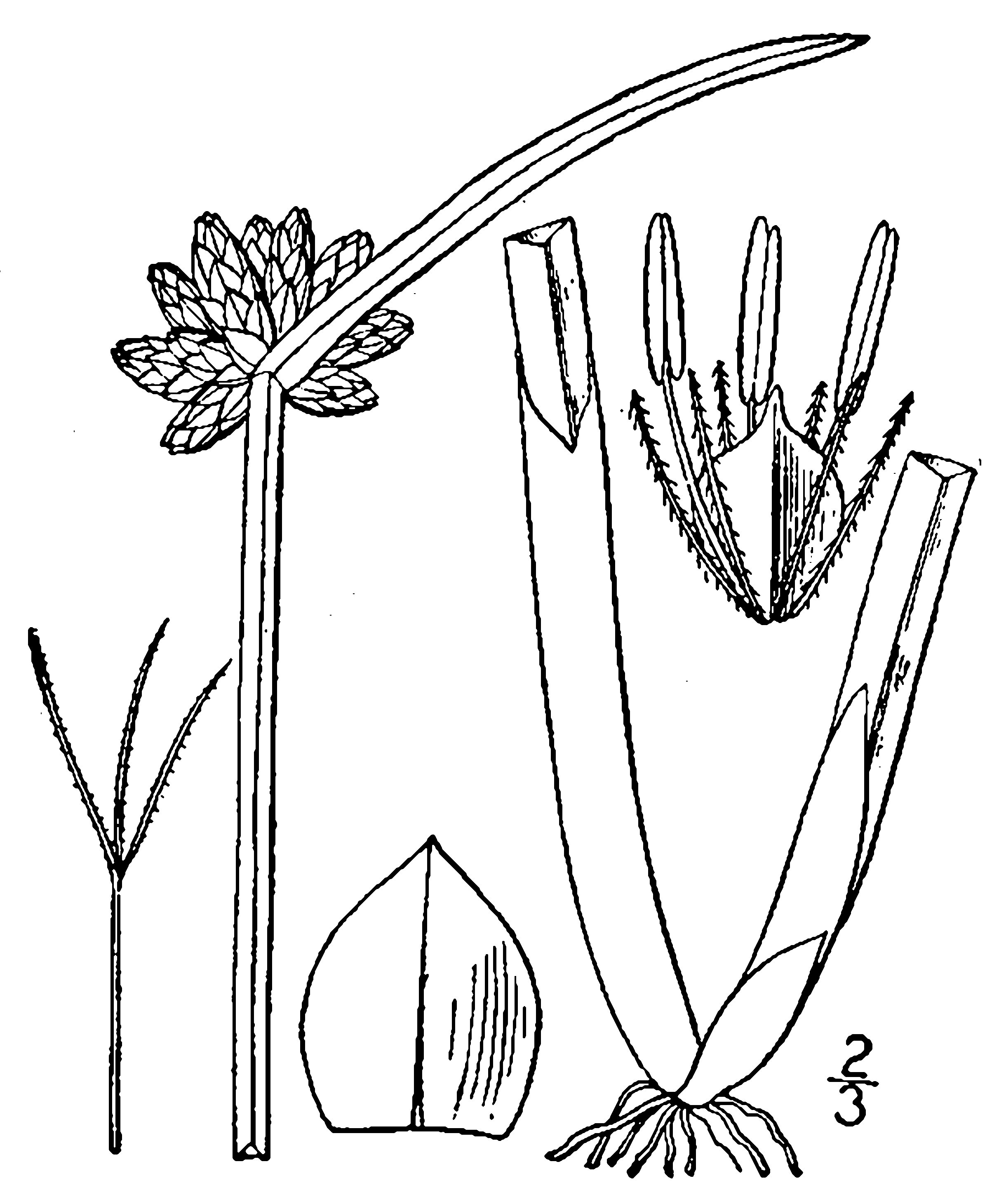
Illustration

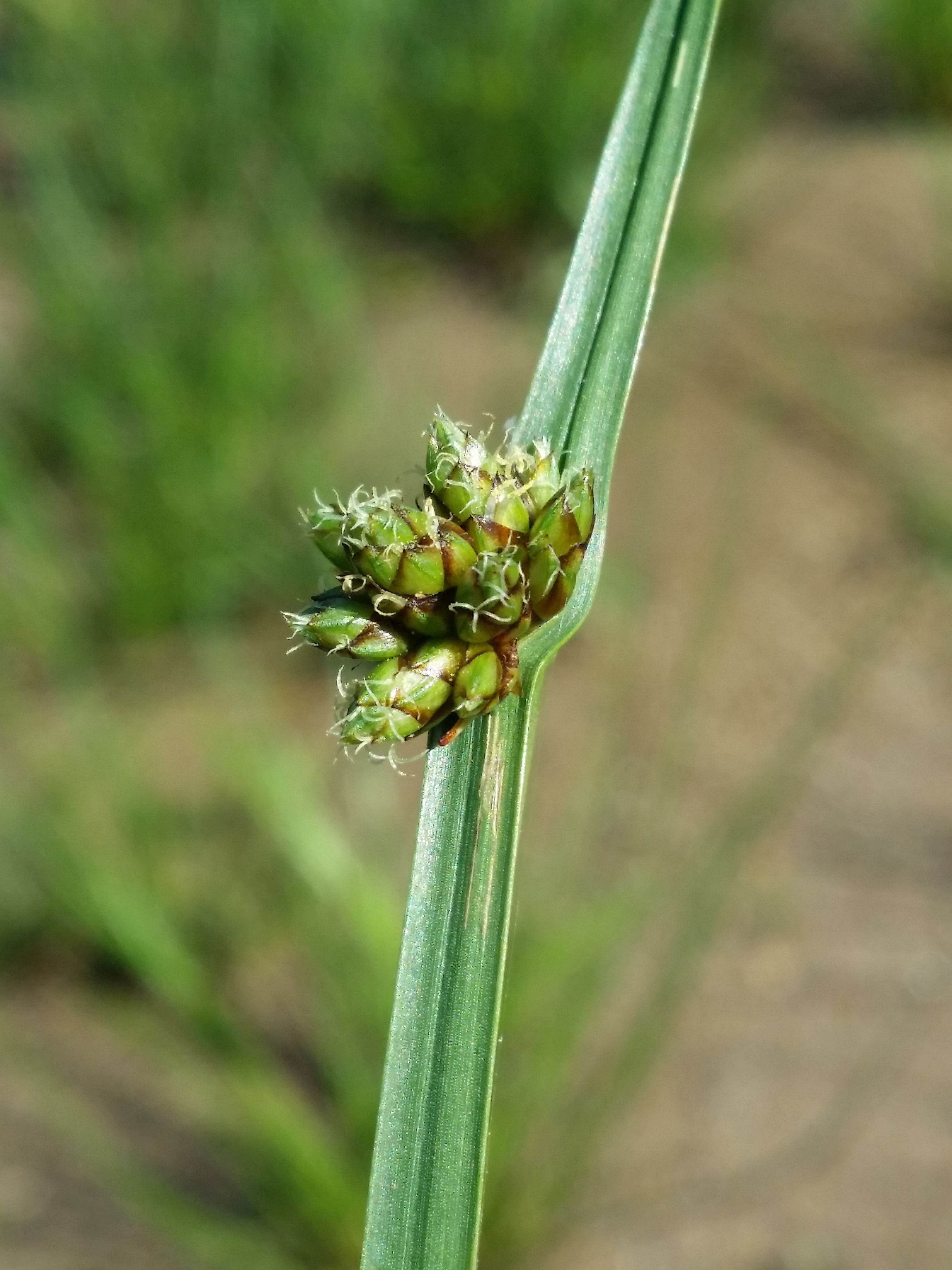
Blütenstand

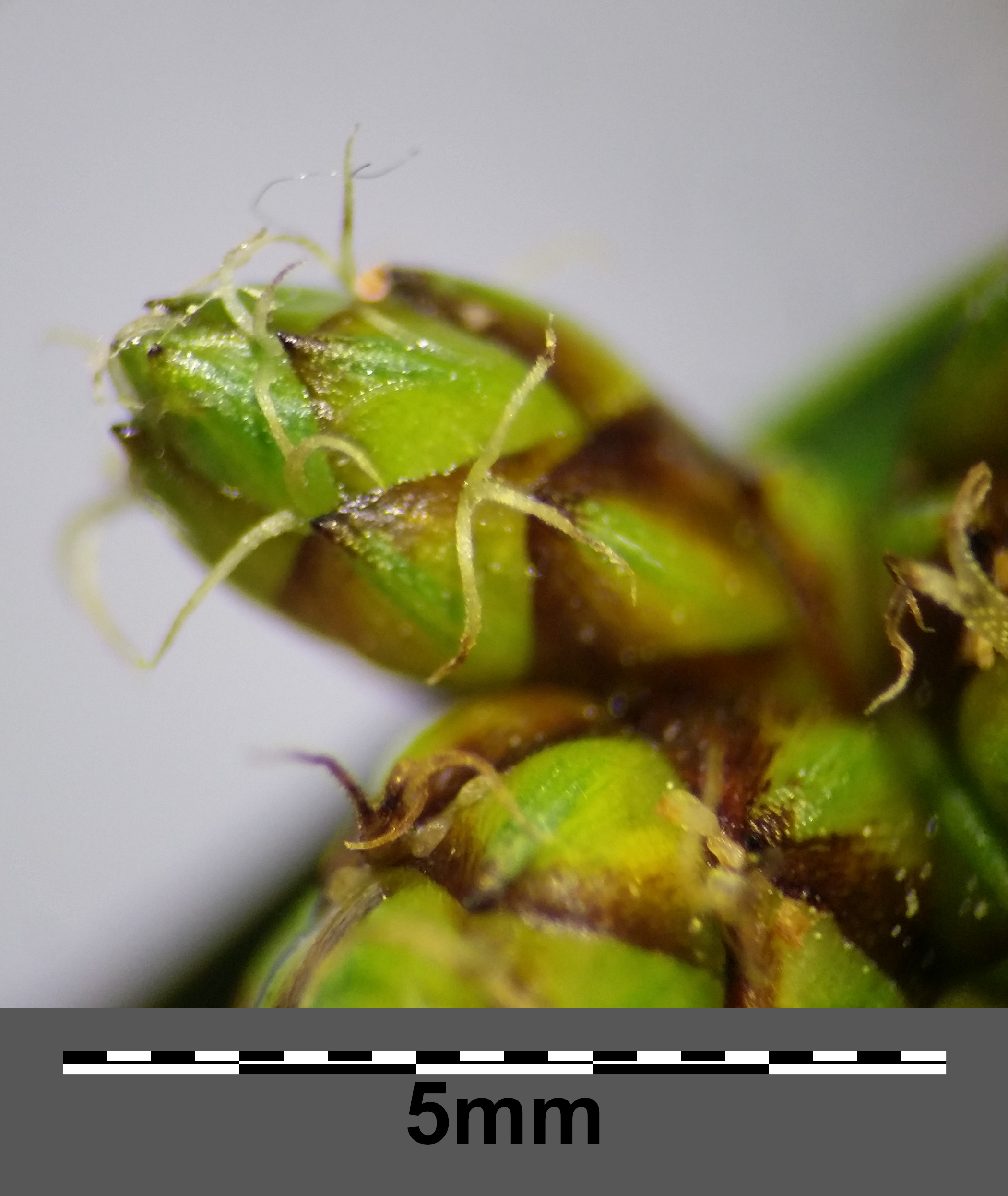
Ährchen

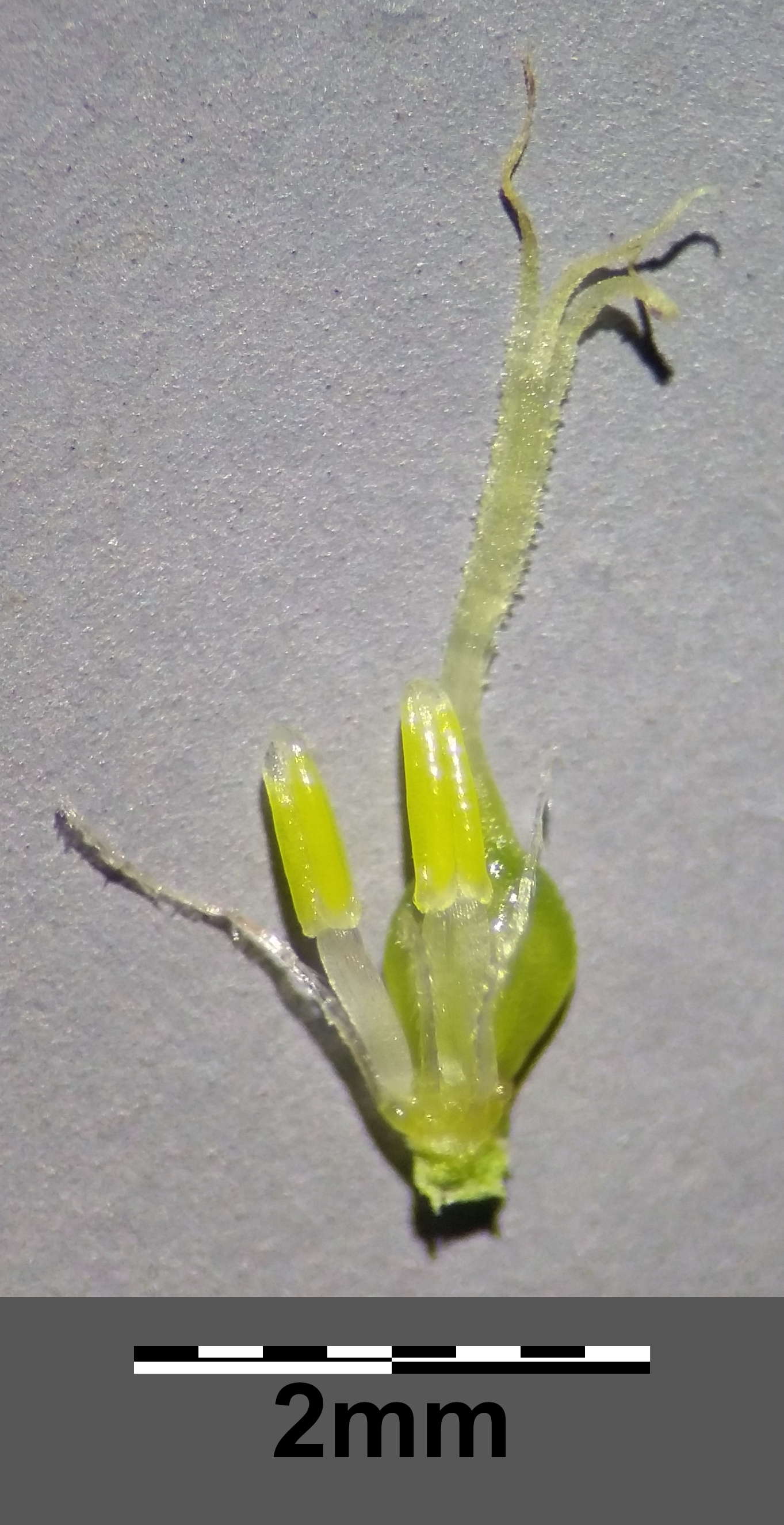
Blüte

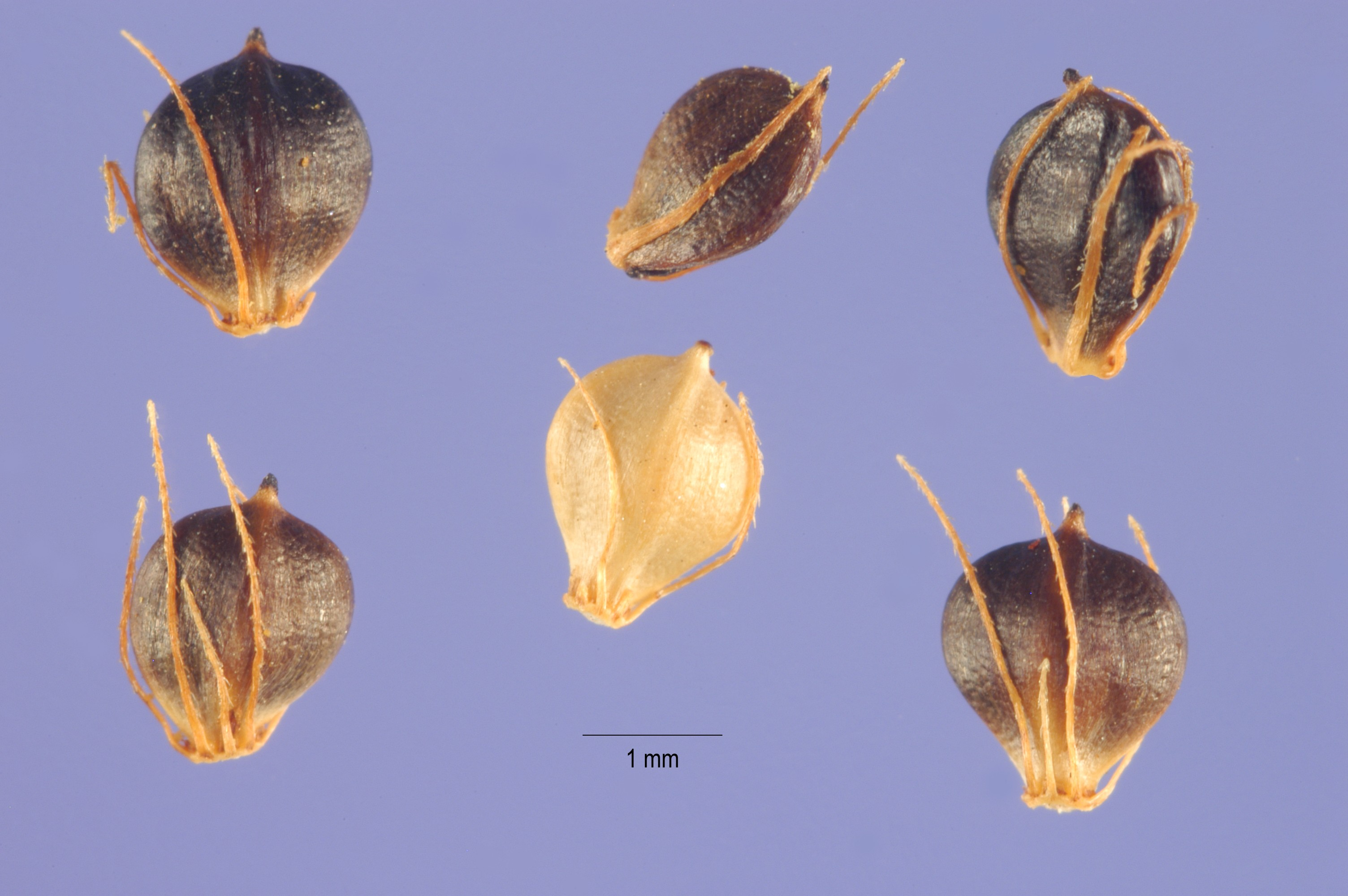
Früchte

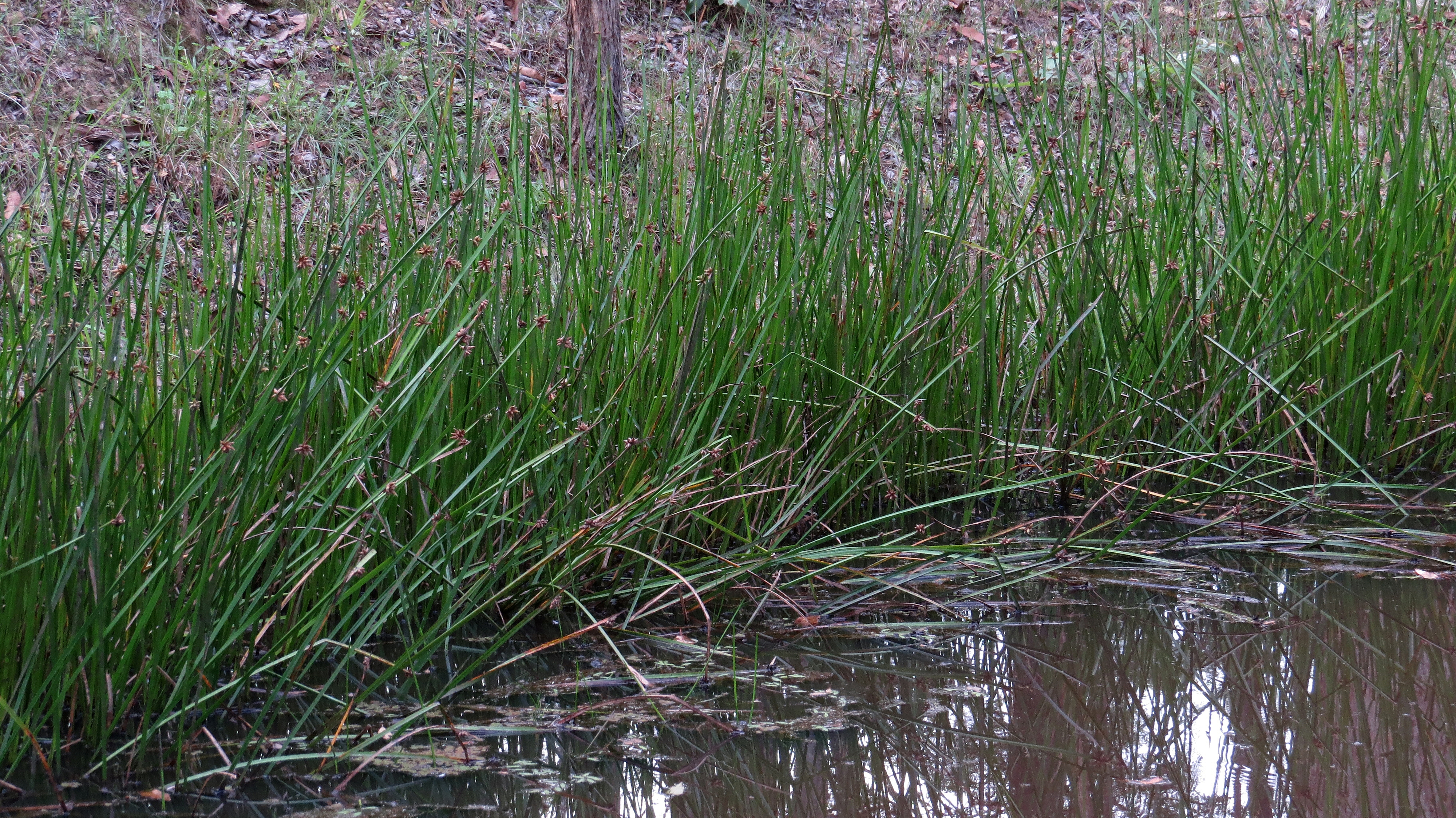
Stachelspitzige Teichbinse (Schoenoplectiella mucronata)

### Vegetative Merkmale
Die Stachelspitzige Teichbinse ist eine meist überwinternd grüne, ausdauernde, selten einjährige, krautige Pflanze und erreicht Wuchshöhen von meist 40 bis 70 (30 bis 100) Zentimetern. Das Wurzelsystem ist relativ klein. Sie bildet keine Ausläufer, aber ein kurzes Rhizom. Sie bildet oft kleine, wenigstängelige, aber auch sehr große Horste mit zahlreichen Stängeln. Die steif aufrechten, unverzweigten Stängel sind mit einem Durchmesser von 2 bis 5 Millimetern relativ dick, im Querschnitt auffallend scharf dreikantig, mit eingesenkten Seitenflächen, ziemlich weich und gräulich-, hell- bis grasgrün.
Blattspreiten fehlen oder sind zu einer Stachelspitze reduziert. Es sind keine Blatthäutchen (Ligula) vorhanden. Die Blattscheiden zerfasern nicht. Die unteren zwei Blattscheiden sind braun bis zu 25 Millimeter lang und die oberen sind bis zu 10 Zentimeter oder mehr lang, grün sowie häufig mit breitem braunem Rand.

### Blütenstand und Blüte
Die Blütezeit reicht in Mitteleuropa von August bis Oktober. Das einzige grüne, glatte Spirrenhüllblatt besitzt mit 2 bis zu oder über 10 Zentimetern die mehrfache Länge des Blütenstandes, und es setzt den Stängel zur Anthese aufgerichtet in einer Linie fort, aber später ist es schräg und zur Fruchtzeit deutlich bis etwa rechtwinklig abgebogen; das obere Ende ist stumpf. Drei bis zwanzig (selten noch mehr) ungestielte Ährchen stehen in einem kopfigen Blütenstand, der einen Durchmesser von etwa 2 Zentimetern aufweist, zusammen. Die Ährchen sind bei einer Länge von 7 bis 18 Millimetern sowie einer Breite von 4 bis 5 Millimetern im Umriss eiförmig bis elliptisch. Die grau-braunen, oft mit rötlicher Tönung, kahlen Spelzen sind bei einer Länge von 2,7 bis 4 Millimetern breit-eiförmig oder kahnförmig mit trockenhäutigen, etwas zurückgekrümmten, ausgefransten Rand und einem stumpfen oberen Ende, das eine kurze Stachelspitze besitzt (daher der botanische und deutsche Name) und sie besitzen einen grünen Mittelnerv. Die zwittrigen Blüten sind meist dreizählig. Die reduzierten Blütenhüllblätter sind als meist sechs, selten nur vier braune Perianthborsten ausgebildet, die gleich lang oder etwas länger als die Frucht sind. und die rückwärts gerichtet und rau sind (mit starker Lupe erkennbar). Die drei Staubblätter besitzen etwa 0,8 bis 1 Millimeter lange Staubbeutel. Es sind drei Narben vorhanden.

### Frucht
Die glänzenden, anfangs hellgrünen, später sich dunkelbraun färbenden und bei Reife schwärzlich-braunen Nussfrüchte sind bei einer Länge von 1,7 bis 2, selten bis zu 2,5 Millimetern sowie einer Breite von 1,2 bis 1,7 Millimetern im Umriss verkehrt-eiförmig bis breit-elliptisch, dick plano-konvex bis kaum erkennbar, ungleich dreikantig mit vielen schrägverlaufenden, wellenförmigen Furchen (querrunzelig) und mit einer Länge von 0,2 Millimetern winzig bespitzt.

### Chromosomensatz
Chromosomengrundzahl beträgt x = 21; es liegt Diploidie vor, also 2n = 42 (für Deutschland). Es gibt auch Angaben mit 2n = 38 oder 44.

## Ökologie
Bei der Stachelspitzige Teichsimse handelt es sich um einen helomorphen Hydrophyten und Hemikryptophyten. Die Stachelspitzige Teichbinse ist plurienn-pollakanth, das bedeutet ein Exemplar blüht und fruchtet mehr als einmal in seinem Leben, ist also ausdauernd. Es kann auch eine vegetative Vermehrung durch die Rhizome erfolgen.
Bei der Stachelspitzige Teichsimse liegt Selbstkompatibilität vor. Die Bestäubung erfolgt durch den Wind.
Die Diaspore ist die Nussfrucht. Die Diasporen werden oft durch Wasservögel ausgebreitet.

## Vorkommen und Gefährdung
Die Stachelspitzige Teichbinse ist in der Alten Welt in Europa (vor allem im südwestlichen Teil), in Afrika sowie Madagaskar, auf Inseln des westlichen Indischen Ozeans, auf der Arabischen Halbinsel, Asien von Indischen Subkontinent bis Japan sowie Malesien und Australien weitverbreitet. Es gibt Fundorte in Portugal, Spanien, Frankreich inklusiv Korsika, Deutschland, Österreich, Schweiz, Italien inklusiv Sizilien, Ungarn, Polen, Slowakei, Slowenien, Serbien, Kroatien, Bulgarien, Rumänien, Albanien, Griechenland, Ukraine, Ägypten, Tansania, Uganda, Kamerun, Zentralafrikanische Republik, Gabun, Guinea, Guinea-Bissau, Nigeria, Sambia, Madagaskar (in den Provinzen Antananarivo, Fianarantsoa, Toamasina), Mauritius, Réunion, Jemen, Türkei, Iran, Irak, Israel, Libanon, Armenien, Aserbaidschan, Georgien, Kasachstan, Kirgisistan, Tadschikistan, Usbekistan, Afghanistan, Mongolei, in der russischen Region Primorje, in Korea, auf den japanischen Inseln Honshu, Kyushu sowie Shikoku, in Taiwan, der Volksrepublik China, Bhutan, Nepal, im nördlichen Pakistan, in Indien, Sri Lanka, Thailand, Vietnam, Indonesien, Malaysia, auf den Philippinen, in Papua-Neuguinea und Australien (Bundesstaaten New South Wales, Queensland, Western Australia, Northern Territory). Sie ist in einigen US-Bundesstaaten, beispielsweise in Kalifornien, Illinois, Iowa, Missouri, Kentucky sowie Tennessee, in Chile und auf den Azoren ein Neophyt. In einigen Gebieten der Welt wird sie als invasive Pflanze bewertet. Sie gedeiht typischerweise auf organischen Sedimenten oder manchmal auf Lehm in Sumpfgebieten, an den Rändern stehender Gewässer und in Reisfeldern.
Die Stachelspitzige Teichsimse ist ein subozeanisches, mediterranes Florenelement. Offensichtlich wird sie aus ihrem Hauptverbreitungsgebiet, den Mittelmeerländern, nach Mitteleuropa gelegentlich eingeschleppt. Die Stachelspitzige Teichbinse besiedelt in Mitteleuropa die Ufer stehender oder langsam fließender Gewässer am inneren Rand des Schilfgürtels. Sie scheut Spätfröste und Winterkälte. Sie kommt daher in Mitteleuropa nur in den klimatisch begünstigten Gebieten vor. Insgesamt ist sie in Mitteleuropa sehr selten, sie bildet aber an ihren Standorten meist kleinere Bestände.
In Deutschland gibt es wenige Einzelfunde in der Oberrheinebene, im Kraichgau, in Franken und bei Regensburg. In Südbayern kam sie 1970/71 nur im Bodenseegebiet an einer einzigen Stelle beständig vor, dort ist sie seit 1991 verschwunden; 2002 und 2003 gelangen im Isartal bei Landshut und Dingolfing Neufunde; die ehemaligen Vorkommen im Regental zwischen Cham und Pösing konnten 2007 bis 2008 wieder bestätigt werden; 2008 wird von einem unbeständigen Nachweis bei Ering berichtet.
In Mitteleuropa kommt die Art sonst in Österreich, in der Schweiz, im Elsass, in den Niederlanden und in Polen vor; in Südtirol ist sie wieder verschwunden.
Die Hauptvorkommen der Stachelspitzige Teichbinse liegen an nährstoffreichen Gewässern. Die Stachelspitzige Teichbinse ist Kennart der Klasse Phragmitetea Tx. et Prsg 1942. Sie gedeihg in Röhrichten und Großseggenrieden der Klasse Phragmito-Magnocaricetea.
Die Stachelspitzige Teichbinse gedeiht am besten auf basischen, zeitweise überschwemmten, dann wieder trocken fallenden Schlammböden, wenn diese einen hohen Stickstoffgehalt haben, gedeiht sie besonders gut. Sie gedeiht in der kollinen Höhenstufe.
Die Zeigerwerte nach Ellenberg sind: Lichtzahl L 8 = Halblicht- bis Volllichtpflanze; Temperaturzahl T 7 = Wärmezeiger; Kontinentalitätszahl K 4 = subozeanisch, gemäßigtes Seeklima zeigend; Feuchtezahl F 10 = Wechselwasserzeiger; Feuchtewechsel = keinen Wechsel der Feuchte zeigend; Reaktionszahl R 7 = Schwachsäure- bis Schwachbasenzeiger; Stickstoffzahl N 8 = ausgesprochenen Stickstoffreichtum zeigend; Salzzahl S 0 = nicht salzertragend; sie ist nicht schwermetallresistent.
Die ökologischen Zeigerwerte nach Landolt et al. 2010 sind in der Schweiz: Feuchtezahl F = 5w+ (überschwemmt aber stark wechselnd), Lichtzahl L = 4 (hell), Reaktionszahl R = 3 (schwach sauer bis neutral), Temperaturzahl T = 4+ (warm-kollin), Nährstoffzahl N = 4 (nährstoffreich), Kontinentalitätszahl K = 2 (subozeanisch).
Die Stachelspitzige Teichsimse gilt zentraleuropaweit als gefährdet und befindet sich in Mitteleuropa im Rückgang. Die Stachelspitzige Teichsimse wurde in der Roten Liste der Farn- und Blütenpflanzen Deutschlands von 1996 als vom Aussterben bedroht eingestuft. In Baden-Württemberg gilt sie als ausgestorben, in Bayern vom Aussterben bedroht (1996) oder stark gefährdet (2003) und in Rheinland-Pfalz sowie Sachsen-Anhalt als unbeständig; in den anderen deutschen Bundesländern gibt es keinen Nachweis. Für die ganze Schweiz gilt die Stachelspitzige Teichsimse als "vulnerabel" (verletzlich), doch in einigen Kanonen ist sie „vom Aussterben bedroht“ (CR) oder sogar „regional ausgestorben“.

## Systematik
Die Erstveröffentlichung erfolgt 1753 durch Carl von Linné unter dem Namen (Basionym) Scirpus mucronatus in Species Plantarum, 1, S. 50. Die Neukombination zu Schoenoplectiella mucronata (L.) J.Jung & H.K.Choi erfolgte 2010 durch J.Jung und H.K.Choi in Systematic Rearrangement of Korean Scirpus L. s.l. (Cyperaceae) as Inferred from Nuclear ITS and Chloroplast rbcL Sequences. in Journal of Plant Biology, Band 53, Nr. 3, 2010, S. 230. Das Artepitheton mucronatus/mucronata bezieht sich auf die Stachelspitze der Spelze. Es existieren zahlreiche Synonyme für Schoenoplectiella mucronata (L.) J.Jung & H.K.Choi: Isolepis mucronata (L.) Fourr., Schoenoplectus mucronatus (L.) Palla, Heleophylax mucronatus (L.) Schinz & Thell., Scirpus glomeratus Scop. nom. illeg., Scirpus tricarinatus Pers., Scirpus triangulatus Roxb., Scirpus muticus D.Don, Eleocharis triangulata (Roxb.) Sieber ex C.Presl, Scirpus acutus J.Presl & C.Presl nom. illeg., Scirpus mysurensis B.Heyne ex Wall. nom. nud., Scirpus preslii A.Dietr., Scirpus javanus Nees, Scirpus mauritanicus Steud., Scirpus sundanus Miq., Scirpus cognatus Hance, Scirpus abactus Ohwi, Scirpus mucronatus var. robustus Miq., Scirpus mucronatus var. tataranus Honda, Hymenochaeta preslii (A.Dietr.) Nakai, Scirpus triangulatus var. brevibracteatus T.Koyama, Scirpus triangulatus var. sanguineus Tang & F.T.Wang, Scirpus triangulatus var. trialatus Tang & F.T.Wang, Scirpus triangulatus var. tripteris Tang & F.T.Wang, Schoenoplectus triangulatus (Roxb.) Soják, Schoenoplectus javanus (Nees) Palla, Schoenoplectus mucronatus subsp. robustus (Miq.) T.Koyama, Schoenoplectus mucronatus var. sanguineus (Tang & F.T.Wang) P.C.Li, Schoenoplectus mucronatus var. ishizawae Kohno, Iokawa & Daigobo, Schoenoplectus mucronatus var. tataranus (Honda) Kohno, Iokawa & Daigobo, Schoenoplectus mucronatus var. antrorsispinulosus Iokawa, Kohno & Daigobo, Schoenoplectus mucronatus var. robustus (Miq.) T.Koyama, Schoenoplectiella mucronata var. ishizawae (Kohno, Iokawa & Daigobo) Hayas., Schoenoplectiella mucronata var. antrorsispinulosa (Iokawa, Kohno & Daigobo) Hayas., Schoenoplectiella triangulata (Roxb.) J.Jung & H.K.Choi.
Ihre systematische Stellung ist umstritten. Sie wurde 1888 von Eduard Palla in Verhandlungen der Kaiserlich-Königlichen Zoologisch-Botanischen Gesellschaft in Wien, 38 (Sitzungsber.), S. 49 in die von ihm neu aufgestellte Gattung Schoenoplectus gestellt. Diese Veröffentlichung ist für den Namen Schoenoplectus mucronatus ungültig; erst in A. Kerner: Schedae ad Floram Exsiccatam Austro-Hungaricam, Band 5, 1889, S. 91 erfolgte die gültige Veröffentlichung von Schoenoplectus mucronatus (L.) Palla ex A.Kern. Schoenoplectus mucronatus (L.) Palla wurde aufgrund von Unklarheiten in der Definition von zahlreichen späteren Bearbeitern nicht anerkannt, so dass sie diese Art in einer formenreichen Großgattung Scirpus beließen. Nach der Revision von Kaare Arnstein Lye wurde sie wieder in Schoenoplectus einbezogen. Neuere Studien, die vor allem auf molekulargenetischen Methoden aufbauen (Vergleich homologer DNA-Sequenzen), haben gezeigt, dass diese Gattung Schoenoplectus s. l. im herkömmlichen Sinn vermutlich keine natürliche Einheit darstellt und in die Gattungen Schoenoplectus s. str. und Schoenoplectiella aufgespalten werden muss; diese sind keine Schwestergruppen. Der korrekte Name wäre demnach Schoenoplectiella mucronata (L.) J.Jung & H.K.Choi. Diese Änderung ist in vielen Florenwerken und Datenbanken noch nicht vollzogen worden.

## Ökonomische Bedeutung
Schoenoplerctiella mucronata ist ein bedeutsames „Unkraut“ in Reisfeldern. In Nordamerika werden Maßnahmen zur Bekämpfung dieser Art empfohlen.
Sie ist Futterpflanze für Weidetiere.

## Trivialnamen
Englischsprachige Trivialnamen sind: bog bulrush, ricefield bulrush, roughseed bulrush.

## Weiterführende Literatur
- L. Scarabel, A. Locascio, A. Furini, M. Sattin, S. Varotto: Characterisation of ALS genes in the polyploid species Schoenoplectus mucronatus and implications for resistance management. In: Pest Management Science, 2010, Volume 66, Issue 3, S. 337–44. doi:10.1002/ps.1883
- H. Rajanikanta Sharma, H. Manoranjan Sharma, A. Radhapyari Devi: Traditional uses of Schoenoplectus lacustris (Linn.) Palla and Schoenoplectus mucronatus (Linn.) Palla (local name-Kouna) by the Meitei Community of Manipur(India) bei der Society of Ethnobiology website.

- Karte mit allen verlinkten Seiten:
- OSM |
- WikiMap